# Golfi della Turchia
La Turchia si trova a cavallo di due regioni: l'Anatolia in Asia e la Tracia in Europa. I mari circostanti sono il Mar Nero, il Mar di Marmara, il Mar Egeo e il Mar Mediterraneo. Il numero dei golfi settentrionali (Mar Nero) e meridionali (Mediterraneo) non è elevato, poiché le catene montuose si trovano più o meno parallele alla costa sia a nord che a sud. La maggior parte delle baie si trovano a ovest (Egeo e Marmara), dove le catene montuose sono perpendicolari alla costa.

## Golfi maggiori
| Baia              | Penisola principale | Mare         | Provincia |
| ----------------- | ------------------- | ------------ | --------- |
| Hamsilos          | Anatolia            | Mar Nero     | Sinop     |
| İzmit             | Anatolia            | Marmara      | Kocaeli   |
| Gemlik            | Anatolia            | Marmara      | Bursa     |
| Bandırma          | Anatolia            | Marmara      | Balıkesir |
| Erdek             | Anatolia            | Marmara      | Balıkesir |
| Saros             | Tracia              | Egeo         | Çanakkale |
| Adramyttium       | Anatolia            | Egeo         | Balıkesir |
| Dikili            | Anatolia            | Egeo         | İzmir     |
| Çandarlı          | Anatolia            | Egeo         | İzmir     |
| İzmir             | Anatolia            | Egeo         | İzmir     |
| Gülbahçe          | Anatolia            | Egeo         | İzmir     |
| Gerence           | Anatolia            | Egeo         | İzmir     |
| Sığacık           | Anatolia            | Egeo         | İzmir     |
| Kuşadası          | Anatolia            | Egeo         | Aydın     |
| Kazıklı           | Anatolia            | Egeo         | Muğla     |
| Güllük (Mandalya) | Anatolia            | Egeo         | Muğla     |
| Gökova            | Anatolia            | Egeo         | Muğla     |
| Hisarönü          | Anatolia            | Egeo         | Muğla     |
| Sömbeki           | Anatolia            | Egeo         | Muğla     |
| Marmaris          | Anatolia            | Mediterraneo | Muğla     |
| Karaağaç          | Anatolia            | Mediterraneo | Muğla     |
| Fethiye           | Anatolia            | Mediterraneo | Muğla     |
| Finike            | Anatolia            | Mediterraneo | Antalya   |
| Adalia            | Anatolia            | Mediterraneo | Antalya   |
| Mersin            | Anatolia            | Mediterraneo | Mersin    |
| Alessandretta     | Anatolia            | Mediterraneo | Hatay     |